# Фабрика шећера Црвенка
Фабрика шећера Црвенка је основана 1912. године у Црвенки. Спада у ред највећих произвођача шећера у Србији. Развој фабрике је ишао путем подизања капацитета прераде шећерне репе. Од првобитних 1200 тона на дан, данас се производи 5−6 пута више.

## Историјат
Идеја о изградњи фабрике шећера појавила се 1910. године, а коначна одлука у тадашњој Аустроугарској донесена је 31. августа 1911. године. Тада је основана акционарко друштво „Енглеско-мађарска шећерна индустрија у Црвенки”. Почетни капитал од 5 милиона аустријских круна био је довољан за почетак градње фабрике. Почела је да се гради 1912. године, а завршена је у јесен 1913. године. Градњу је од 1. фебруара 1912. године надзирао инжењер Јосеф Хампел. Опрема је наручена у „Шкоди” у Чехословачкој која је у то време била земља са најбољом шећеранском технологијом у Европи. Власници су били крупни велепоседици, али било је и трговаца. Управни одбор је био састављен од 13 чланова, а највећи акционар међу њима био је др Ладислав Лелбах. Он је био Црвенчанин и члан парламента у Будимпешти.
Након Првог светског рата већина акција је откупљена од стране Енглеско-чехословачке Кредитне банке из Прага и мањи део од индустријалаца нове државе Краљевине Срба, Хрвата и Словенаца. Фабрика 1919. године добија име „ЦРВЕНКА” ФАБРИКА ШЕЋЕРА АКЦИОНАРСКО ДРУШТВО са седиштем у Црвенки. Капитал Друштва је 1926. године био 50 млиона динара, а само годину дана касније 120.000 акција вредних по 500 динара. Пред сам почетак Другог светског рата дошло је до промене када су већински пакет акција купили Bermise Union Bank из Прага и Bankverein из Беча. До 1944. године имала је свој продајни и обрачунски биро у Београду на адреси Краља Петра I бр.44.
Након завршетка рата, фабрика је национализована. Држава је управљала предузећем путем принудног управника. У Југославији је од стране КПЈ почео да се спроводи и привредни и друштвени модел који се назива Радничко самоуправљање. Основна идеја се сводила на пребацивање управљања предузећа у руке радника и одвајање државе од привреде. Због тога је 10. септембра 1950. године формиран први Раднички савет. Он је доносио све битне одлуке: постављање директора, плате, инвестициона улагања, планирање... Радничко самоуправљање се завршило 1991. године када је фабрика регистрована као деоничарско друштво. Предузећем је управљао Управни одбор. Следећи кроак у промени власништва био је 1994. године када фабрика регистрована као деоничарско друштво у приватној својини.
Закон о приватизацији који је донет 2001. године убрзао је процес бесплатних акција запослених и бивших запослених радника. То је највише урађено због продаје фабрике. Нови већински васник од 2003. године била је Грчка индустрија шећера из Солуна која је за 70% капитала платила 3 милиона евра. Остатак је остао у власништву малих акционара и дражве.

## Фабрика и локална средина
Изградња фабрике шећера условљавала је електрификацију места. Тако је Црвенка почела са електрификацијом 1913. године. То је био први у низу помоћи које је електрана даривала свом месту. Фабрика је 1919. године основала фудбалски клуб „ЦСК”, који је 1962. године променио име у ФК Црвенка и пласирао се у Прву лигу у сезони 1970/71. највише захваљујући свом спонзору фабрици шећера. Фабрика је основала и Рукометни клуб Црвенка који је био шампион Југославије и двоструки освајач Купа Маршала Тита.
Фабрика је много улагала у место и друге привредне субјекте. Тако је 1961. године саградила рукометни и фудбалски терен, а 1968. године уз њих и мотел. Исте године саграђен је и базен. Дечији вртић је саграђен 1973. године. Помагала је школама, дому здравља, дому култтре и сл. Фабрика је помогла у изградњи храма „Светог Саве"” у Црвенки који је почео да се гради од 1990. године.